# La Vuelta Femenina 2025
La Vuelta Femenina 2025 – 11. edycja wyścigu kolarskiego La Vuelta Femenina, która odbyła się w dniach 4–10 maja 2025 na trasie o długości 748 kilometrów, składającej się z 7 etapów i biegnącej z Barcelony do Alto de Cotobello. Impreza kategorii 2.WWT była częścią cyklu UCI Women’s World Tour 2025.

## Etapy
| Etap | Data   | Start – Meta                          | type                    | Dystans (km) | Zwyciężczyni etapu   | Liderka             |
| ---- | ------ | ------------------------------------- | ----------------------- | ------------ | -------------------- | ------------------- |
| 1    | 4 maj  | Barcelona – Barcelona                 | jazda drużynowa na czas | 8            | Lidl-Trek            | Ellen van Dijk      |
| 2    | 5 maj  | Molins de Rei – Sant Boi de Llobregat | pagórkowaty             | 99           | Marianne Vos         | Letizia Paternoster |
| 3    | 6 maj  | Barbastro – Huesca                    | płaski                  | 132          | Femke Gerritse       | Femke Gerritse      |
| 4    | 7 maj  | Pedrola – Borja                       | górzysty                | 111          | Anna van der Breggen | Femke Gerritse      |
| 5    | 8 maj  | Golmayo – Lagunas de Neila            | górski                  | 120          | Demi Vollering       | Demi Vollering      |
| 6    | 9 maj  | Becerril de Campos – Baltanás         | płaski                  | 126          | Marianne Vos         | Demi Vollering      |
| 7    | 10 maj | La Robla – Alto de Cotobello          | górski                  | 152          | Demi Vollering       | Demi Vollering      |

## Uczestnicy

### Drużyny
| translation for headoftableIII_translate index 58 not found (13)- AG Insurance-Soudal Team - Canyon//SRAM zondacrypto - FDJ-Suez - Fenix-Deceuninck - Human Powered Health - Lidl-Trek - Liv AlUla Jayco - Movistar Team - Team Picnic PostNL - Team SD Worx-Protime - Team Visma \| Lease a Bike - UAE Team ADQ - Uno-X Mobility UCI Women's Continental Teams (4)- Bepink-Imatra-Bongioanni - Eneicat-CMTeam - 2025 Lotto L - Team Coop-Repsol Unknown team category (4)- Cofidis Women Team - EF Education-Oatly - Laboral Kutxa-Fundación Euskadi - Arkéa-B&B Hotels Women |
| |

### Lista startowa
| FDJ-Suez TFS | FDJ-Suez TFS                  | FDJ-Suez TFS |
| ------------ | ----------------------------- | ------------ |
| Nr           | Kolarka                       | Miejsce      |
| 1            | Demi Vollering (NED)          | 1.           |
| 2            | Juliette Labous (FRA) (szosa) | 5.           |
| 3            | Évita Muzic (FRA)             | 10.          |
| 4            | Loes Adegeest (NED)           | DNF-4        |
| 5            | Vittoria Guazzini (ITA) (ITT) | 84.          |
| 6            | Ally Wollaston (NZL)          | 52.          |
| 7            | Marie Le Net (FRA)            | 79.          |

| SD Worx-Protime SDW | SD Worx-Protime SDW        | SD Worx-Protime SDW |
| ------------------- | -------------------------- | ------------------- |
| Nr                  | Kolarka                    | Miejsce             |
| 11                  | Anna van der Breggen (NED) | 3.                  |
| 12                  | Mischa Bredewold (NED)     | 33.                 |
| 13                  | Elena Cecchini (ITA)       | 78.                 |
| 14                  | Femke Gerritse (NED)       | 55.                 |
| 15                  | Mikayla Harvey (NZL)       | 42.                 |
| 16                  | Femke Markus (NED)         | 58.                 |
| 17                  | Lisa van Belle (NED)       | 82.                 |

| UAE Team ADQ UAD | UAE Team ADQ UAD       | UAE Team ADQ UAD |
| ---------------- | ---------------------- | ---------------- |
| Nr               | Kolarka                | Miejsce          |
| 21               | Erica Magnaldi (ITA)   | 23.              |
| 22               | Lara Gillespie (IRL)   | 70.              |
| 23               | Elizabeth Holden (GBR) | DNF-5            |
| 24               | Alona Iwanczenko (RUS) | 47.              |
| 25               | Greta Marturano (ITA)  | DNS-4            |
| 26               | Maëva Squiban (FRA)    | 61.              |

| Lidl-Trek LTK | Lidl-Trek LTK               | Lidl-Trek LTK |
| ------------- | --------------------------- | ------------- |
| Nr            | Kolarka                     | Miejsce       |
| 31            | Emma Norsgaard (DEN) (ITT)  | 75.           |
| 32            | Lizzie Deignan (GBR)        | DNF-7         |
| 33            | Niamh Fisher-Black (NZL)    | 6.            |
| 34            | Anna Henderson (GBR) (ITT)  | 37.           |
| 35            | Riejanne Markus (NED) (ITT) | 13.           |
| 36            | Ellen van Dijk (NED)        | 59.           |
| 37            | Shirin van Anrooij (NED)    | 20.           |

| EF Education-Oatly EFC | EF Education-Oatly EFC         | EF Education-Oatly EFC |
| ---------------------- | ------------------------------ | ---------------------- |
| Nr                     | Kolarka                        | Miejsce                |
| 41                     | Cédrine Kerbaol (FRA)          | 4.                     |
| 42                     | Letizia Borghesi (ITA)         | 62.                    |
| 43                     | Henrietta Christie (NZL)       | 71.                    |
| 44                     | Kristen Faulkner (USA) (szosa) | 50.                    |
| 45                     | Sarah Roy (AUS)                | DNF-7                  |
| 46                     | Magdeleine Vallieres (CAN)     | 30.                    |
| 47                     | Babette van der Wolf (NED)     | DNF-7                  |

| Canyon//SRAM zondacrypto CSZ | Canyon//SRAM zondacrypto CSZ   | Canyon//SRAM zondacrypto CSZ |
| ---------------------------- | ------------------------------ | ---------------------------- |
| Nr                           | Kolarka                        | Miejsce                      |
| 51                           | Neve Bradbury (AUS)            | DNF-7                        |
| 52                           | Justyna Czapla (GER)           | 72.                          |
| 53                           | Chloé Dygert (USA)             | DNS-3                        |
| 54                           | Anastasija Kolesowa (BLR)      | 99.                          |
| 55                           | Katarzyna Niewiadoma (POL)     | 11.                          |
| 56                           | Agnieszka Skalniak-Sójka (POL) | 53.                          |
| 57                           | Maike van der Duin (NED)       | DNF-7                        |

| Liv AlUla Jayco LIV | Liv AlUla Jayco LIV             | Liv AlUla Jayco LIV |
| ------------------- | ------------------------------- | ------------------- |
| Nr                  | Kolarka                         | Miejsce             |
| 61                  | Margarita Victoria García (ESP) | 18.                 |
| 62                  | Georgia Baker (AUS)             | DNS-3               |
| 63                  | Jeanne Korevaar (NED)           | 67.                 |
| 64                  | Amber Pate (AUS)                | 76.                 |
| 65                  | Josie Talbot (AUS)              | 57.                 |
| 66                  | Monica Trinca Colonel (ITA)     | 7.                  |
| 67                  | Letizia Paternoster (ITA)       | 80.                 |

| Fenix-Deceuninck FDC | Fenix-Deceuninck FDC             | Fenix-Deceuninck FDC |
| -------------------- | -------------------------------- | -------------------- |
| Nr                   | Kolarka                          | Miejsce              |
| 71                   | Yara Kastelijn (NED)             | 8.                   |
| 72                   | Ceylin del Carmen Alvarado (NED) | 65.                  |
| 73                   | Millie Couzens (GBR)             | 87.                  |
| 74                   | Flora Perkins (GBR)              | 69.                  |
| 75                   | Pauliena Rooijakkers (NED)       | 29.                  |
| 76                   | Carina Schrempf (AUT)            | DNS-4                |
| 77                   | Aniek van Alphen (NED)           | 106.                 |

| Team Visma \| Lease a Bike TVL | Team Visma \| Lease a Bike TVL | Team Visma \| Lease a Bike TVL |
| ------------------------------ | ------------------------------ | ------------------------------ |
| Nr                             | Kolarka                        | Miejsce                        |
| 81                             | Marianne Vos (NED)             | 40.                            |
| 82                             | Pauline Ferrand-Prévot (FRA)   | DNS-5                          |
| 83                             | Femke de Vries (NED)           | 51.                            |
| 84                             | Marion Bunel (FRA)             | 24.                            |
| 85                             | Maud Oudeman (NED)             | 35.                            |
| 86                             | Viktória Chladoňová (SVK)      | 36.                            |
| 87                             | Imogen Wolff (GBR)             | 66.                            |

| Uno-X Mobility UXM | Uno-X Mobility UXM                  | Uno-X Mobility UXM |
| ------------------ | ----------------------------------- | ------------------ |
| Nr                 | Kolarka                             | Miejsce            |
| 91                 | Katrine Aalerud (NOR) (ITT)         | 19.                |
| 92                 | Susanne Andersen (NOR)              | 102.               |
| 93                 | Solbjørk Anderson (DEN)             | DNS-6              |
| 94                 | Ingvild Gåskjenn (NOR)              | 49.                |
| 95                 | Anouska Koster (NED)                | DNF-7              |
| 96                 | Mie Bjørndal Ottestad (NOR) (szosa) | 27.                |
| 97                 | Linda Zanetti (SUI)                 | DNS-7              |

| Movistar Team MOV | Movistar Team MOV                 | Movistar Team MOV |
| ----------------- | --------------------------------- | ----------------- |
| Nr                | Kolarka                           | Miejsce           |
| 101               | Olivia Baril (CAN) (szosa)        | 94.               |
| 102               | Cat Ferguson (GBR)                | 64.               |
| 103               | Ana Vitória Magalhães (BRA) (ITT) | 48.               |
| 104               | Liane Lippert (GER)               | 41.               |
| 105               | Sara Martín Martín (ESP)          | 77.               |
| 106               | Mareille Meijering (NED)          | 14.               |
| 107               | Marlen Reusser (SUI)              | 2.                |

| AG Insurance-Soudal Team AGS | AG Insurance-Soudal Team AGS         | AG Insurance-Soudal Team AGS |
| ---------------------------- | ------------------------------------ | ---------------------------- |
| Nr                           | Kolarka                              | Miejsce                      |
| 111                          | Ashleigh Moolman-Pasio (RSA) (szosa) | 15.                          |
| 112                          | Mireia Benito (ESP) (ITT)            | DNS-1                        |
| 113                          | Julia Borgström (SWE)                | 74.                          |
| 114                          | Justine Ghekiere (BEL)               | 34.                          |
| 115                          | Marthe Goossens (BEL)                | 88.                          |
| 116                          | Nicole Steigenga (NED)               | 83.                          |
| 117                          | Julie Van de Velde (BEL)             | 56.                          |

| Human Powered Health HPH | Human Powered Health HPH | Human Powered Health HPH |
| ------------------------ | ------------------------ | ------------------------ |
| Nr                       | Kolarka                  | Miejsce                  |
| 121                      | Thalita de Jong (NED)    | 16.                      |
| 122                      | Romy Kasper (GER)        | DNF-7                    |
| 123                      | Barbara Malcotti (ITA)   | 22.                      |
| 124                      | Mona Mitterwallner (AUT) | DNS-4                    |
| 125                      | Marit Raaijmakers (NED)  | 28.                      |
| 126                      | Lily Williams (USA)      | DNF-7                    |
| 127                      | Silvia Zanardi (ITA)     | 100.                     |

| Team Picnic PostNL TPP | Team Picnic PostNL TPP        | Team Picnic PostNL TPP |
| ---------------------- | ----------------------------- | ---------------------- |
| Nr                     | Kolarka                       | Miejsce                |
| 131                    | Nienke Vinke (NED)            | 9.                     |
| 132                    | Eleonora Ciabocco (ITA)       | 17.                    |
| 133                    | Pfeiffer Georgi (GBR) (szosa) | 43.                    |
| 134                    | Megan Jastrab (USA)           | 60.                    |
| 135                    | Franziska Koch (GER) (szosa)  | 32.                    |
| 136                    | Josie Nelson (GBR)            | 98.                    |
| 137                    | Mara Roldan (CAN)             | 25.                    |

| Laboral Kutxa-Fundación Euskadi LKF | Laboral Kutxa-Fundación Euskadi LKF | Laboral Kutxa-Fundación Euskadi LKF |
| ----------------------------------- | ----------------------------------- | ----------------------------------- |
| Nr                                  | Kolarka                             | Miejsce                             |
| 141                                 | Ane Santesteban (ESP)               | 63.                                 |
| 142                                 | Julija Biriukowa (UKR) (ITT)        | 31.                                 |
| 143                                 | Arianna Fidanza (ITA)               | DNS-7                               |
| 144                                 | Usoa Ostolaza (ESP) (szosa)         | 12.                                 |
| 145                                 | Debora Silvestri (ITA)              | DNF-7                               |
| 146                                 | Alba Teruel (ESP)                   | DNF-7                               |
| 147                                 | Laura Tomasi (ITA)                  | DNS-4                               |

| Arkéa-B&B Hotels Women ARK | Arkéa-B&B Hotels Women ARK | Arkéa-B&B Hotels Women ARK |
| -------------------------- | -------------------------- | -------------------------- |
| Nr                         | Kolarka                    | Miejsce                    |
| 151                        | Valentina Cavallar (AUT)   | 26.                        |
| 152                        | Laura Asencio (FRA)        | DNS-4                      |
| 153                        | Maaike Coljé (NED)         | 86.                        |
| 154                        | Michaela Drummond (NZL)    | DNF-7                      |
| 155                        | Emilia Fahlin (SWE)        | DNF-4                      |
| 156                        | Titia Ryo (FRA)            | 38.                        |
| 157                        | Maurène Trégouët (FRA)     | 109.                       |

| Cofidis COF | Cofidis COF             | Cofidis COF |
| ----------- | ----------------------- | ----------- |
| Nr          | Kolarka                 | Miejsce     |
| 161         | Martina Alzini (ITA)    | 95.         |
| 162         | Marion Borras (FRA)     | 105.        |
| 163         | Eugenia Bujak (SLO)     | 89.         |
| 164         | Amalie Dideriksen (DEN) | 93.         |
| 165         | Špela Kern (SLO)        | DNF-5       |
| 166         | Clara Koppenburg (GER)  | 91.         |
| 167         | Nikola Nosková (CZE)    | 73.         |

| Team Coop-Repsol HPU | Team Coop-Repsol HPU                     | Team Coop-Repsol HPU |
| -------------------- | ---------------------------------------- | -------------------- |
| Nr                   | Kolarka                                  | Miejsce              |
| 171                  | Stine Dale (NOR)                         | DNS-6                |
| 172                  | India Grangier (FRA)                     | 45.                  |
| 173                  | Tiril Jørgensen (NOR)                    | 39.                  |
| 174                  | Stina Kagevi (SWE)                       | 21.                  |
| 175                  | Magdalene Lind (NOR)                     | DNS-7                |
| 176                  | Laura Lizette Sander (EST) (szosa i ITT) | DNS-3                |
| 177                  | Aidi Gerde Tuisk (EST)                   | 112.                 |

| Bepink-Imatra-Bongioanni BPK | Bepink-Imatra-Bongioanni BPK       | Bepink-Imatra-Bongioanni BPK |
| ---------------------------- | ---------------------------------- | ---------------------------- |
| Nr                           | Kolarka                            | Miejsce                      |
| 181                          | Nora Jenčušová (SVK) (szosa i ITT) | 103.                         |
| 182                          | Andrea Casagranda (ITA)            | 90.                          |
| 183                          | Marina Garau Roca (ESP)            | 111.                         |
| 184                          | Linda Laporta (ITA)                | DNF-7                        |
| 185                          | Aileen Schweikart (GER)            | 44.                          |
| 186                          | Meike Uiterwijk Winkel (NED)       | 97.                          |
| 187                          | Elisa Valtulini (ITA)              | 81.                          |

| Eneicat-CMTeam EIC | Eneicat-CMTeam EIC                 | Eneicat-CMTeam EIC |
| ------------------ | ---------------------------------- | ------------------ |
| Nr                 | Kolarka                            | Miejsce            |
| 191                | Ariana Gilabert (ESP)              | 54.                |
| 192                | Ainara Albert (ESP)                | 104.               |
| 193                | Andrea Alzate (COL)                | 108.               |
| 194                | Daniela Campos (POR) (szosa i ITT) | DNF-7              |
| 195                | Angie Mariana Londoño (COL)        | 96.                |
| 196                | Claudia San Justo (ESP)            | 110.               |
| 197                | Nicole Steinmetz (USA)             | 68.                |

| Lotto Ladies LOL | Lotto Ladies LOL            | Lotto Ladies LOL |
| ---------------- | --------------------------- | ---------------- |
| Nr               | Kolarka                     | Miejsce          |
| 201              | Audrey De Keersmaeker (BEL) | DNS-5            |
| 202              | Maureen Arens (NED)         | 107.             |
| 203              | Dina Boels (BEL)            | 101.             |
| 204              | Esmée Gielkens (BEL)        | DNF-5            |
| 205              | Romina Hinojosa (MEX)       | 46.              |
| 206              | Lin Lea Teutenberg (GER)    | 92.              |
| 207              | Anna van Wersch (NED)       | 85.              |

| FDJ-Suez TFS | FDJ-Suez TFS                  | FDJ-Suez TFS |
| ------------ | ----------------------------- | ------------ |
| Nr           | Kolarka                       | Miejsce      |
| 1            | Demi Vollering (NED)          | 1.           |
| 2            | Juliette Labous (FRA) (szosa) | 5.           |
| 3            | Évita Muzic (FRA)             | 10.          |
| 4            | Loes Adegeest (NED)           | DNF-4        |
| 5            | Vittoria Guazzini (ITA) (ITT) | 84.          |
| 6            | Ally Wollaston (NZL)          | 52.          |
| 7            | Marie Le Net (FRA)            | 79.          |

| SD Worx-Protime SDW | SD Worx-Protime SDW        | SD Worx-Protime SDW |
| ------------------- | -------------------------- | ------------------- |
| Nr                  | Kolarka                    | Miejsce             |
| 11                  | Anna van der Breggen (NED) | 3.                  |
| 12                  | Mischa Bredewold (NED)     | 33.                 |
| 13                  | Elena Cecchini (ITA)       | 78.                 |
| 14                  | Femke Gerritse (NED)       | 55.                 |
| 15                  | Mikayla Harvey (NZL)       | 42.                 |
| 16                  | Femke Markus (NED)         | 58.                 |
| 17                  | Lisa van Belle (NED)       | 82.                 |

| UAE Team ADQ UAD | UAE Team ADQ UAD       | UAE Team ADQ UAD |
| ---------------- | ---------------------- | ---------------- |
| Nr               | Kolarka                | Miejsce          |
| 21               | Erica Magnaldi (ITA)   | 23.              |
| 22               | Lara Gillespie (IRL)   | 70.              |
| 23               | Elizabeth Holden (GBR) | DNF-5            |
| 24               | Alona Iwanczenko (RUS) | 47.              |
| 25               | Greta Marturano (ITA)  | DNS-4            |
| 26               | Maëva Squiban (FRA)    | 61.              |

| Lidl-Trek LTK | Lidl-Trek LTK               | Lidl-Trek LTK |
| ------------- | --------------------------- | ------------- |
| Nr            | Kolarka                     | Miejsce       |
| 31            | Emma Norsgaard (DEN) (ITT)  | 75.           |
| 32            | Lizzie Deignan (GBR)        | DNF-7         |
| 33            | Niamh Fisher-Black (NZL)    | 6.            |
| 34            | Anna Henderson (GBR) (ITT)  | 37.           |
| 35            | Riejanne Markus (NED) (ITT) | 13.           |
| 36            | Ellen van Dijk (NED)        | 59.           |
| 37            | Shirin van Anrooij (NED)    | 20.           |

| EF Education-Oatly EFC | EF Education-Oatly EFC         | EF Education-Oatly EFC |
| ---------------------- | ------------------------------ | ---------------------- |
| Nr                     | Kolarka                        | Miejsce                |
| 41                     | Cédrine Kerbaol (FRA)          | 4.                     |
| 42                     | Letizia Borghesi (ITA)         | 62.                    |
| 43                     | Henrietta Christie (NZL)       | 71.                    |
| 44                     | Kristen Faulkner (USA) (szosa) | 50.                    |
| 45                     | Sarah Roy (AUS)                | DNF-7                  |
| 46                     | Magdeleine Vallieres (CAN)     | 30.                    |
| 47                     | Babette van der Wolf (NED)     | DNF-7                  |

| Canyon//SRAM zondacrypto CSZ | Canyon//SRAM zondacrypto CSZ   | Canyon//SRAM zondacrypto CSZ |
| ---------------------------- | ------------------------------ | ---------------------------- |
| Nr                           | Kolarka                        | Miejsce                      |
| 51                           | Neve Bradbury (AUS)            | DNF-7                        |
| 52                           | Justyna Czapla (GER)           | 72.                          |
| 53                           | Chloé Dygert (USA)             | DNS-3                        |
| 54                           | Anastasija Kolesowa (BLR)      | 99.                          |
| 55                           | Katarzyna Niewiadoma (POL)     | 11.                          |
| 56                           | Agnieszka Skalniak-Sójka (POL) | 53.                          |
| 57                           | Maike van der Duin (NED)       | DNF-7                        |

| Liv AlUla Jayco LIV | Liv AlUla Jayco LIV             | Liv AlUla Jayco LIV |
| ------------------- | ------------------------------- | ------------------- |
| Nr                  | Kolarka                         | Miejsce             |
| 61                  | Margarita Victoria García (ESP) | 18.                 |
| 62                  | Georgia Baker (AUS)             | DNS-3               |
| 63                  | Jeanne Korevaar (NED)           | 67.                 |
| 64                  | Amber Pate (AUS)                | 76.                 |
| 65                  | Josie Talbot (AUS)              | 57.                 |
| 66                  | Monica Trinca Colonel (ITA)     | 7.                  |
| 67                  | Letizia Paternoster (ITA)       | 80.                 |

| Fenix-Deceuninck FDC | Fenix-Deceuninck FDC             | Fenix-Deceuninck FDC |
| -------------------- | -------------------------------- | -------------------- |
| Nr                   | Kolarka                          | Miejsce              |
| 71                   | Yara Kastelijn (NED)             | 8.                   |
| 72                   | Ceylin del Carmen Alvarado (NED) | 65.                  |
| 73                   | Millie Couzens (GBR)             | 87.                  |
| 74                   | Flora Perkins (GBR)              | 69.                  |
| 75                   | Pauliena Rooijakkers (NED)       | 29.                  |
| 76                   | Carina Schrempf (AUT)            | DNS-4                |
| 77                   | Aniek van Alphen (NED)           | 106.                 |

| Team Visma \| Lease a Bike TVL | Team Visma \| Lease a Bike TVL | Team Visma \| Lease a Bike TVL |
| ------------------------------ | ------------------------------ | ------------------------------ |
| Nr                             | Kolarka                        | Miejsce                        |
| 81                             | Marianne Vos (NED)             | 40.                            |
| 82                             | Pauline Ferrand-Prévot (FRA)   | DNS-5                          |
| 83                             | Femke de Vries (NED)           | 51.                            |
| 84                             | Marion Bunel (FRA)             | 24.                            |
| 85                             | Maud Oudeman (NED)             | 35.                            |
| 86                             | Viktória Chladoňová (SVK)      | 36.                            |
| 87                             | Imogen Wolff (GBR)             | 66.                            |

| Uno-X Mobility UXM | Uno-X Mobility UXM                  | Uno-X Mobility UXM |
| ------------------ | ----------------------------------- | ------------------ |
| Nr                 | Kolarka                             | Miejsce            |
| 91                 | Katrine Aalerud (NOR) (ITT)         | 19.                |
| 92                 | Susanne Andersen (NOR)              | 102.               |
| 93                 | Solbjørk Anderson (DEN)             | DNS-6              |
| 94                 | Ingvild Gåskjenn (NOR)              | 49.                |
| 95                 | Anouska Koster (NED)                | DNF-7              |
| 96                 | Mie Bjørndal Ottestad (NOR) (szosa) | 27.                |
| 97                 | Linda Zanetti (SUI)                 | DNS-7              |

| Movistar Team MOV | Movistar Team MOV                 | Movistar Team MOV |
| ----------------- | --------------------------------- | ----------------- |
| Nr                | Kolarka                           | Miejsce           |
| 101               | Olivia Baril (CAN) (szosa)        | 94.               |
| 102               | Cat Ferguson (GBR)                | 64.               |
| 103               | Ana Vitória Magalhães (BRA) (ITT) | 48.               |
| 104               | Liane Lippert (GER)               | 41.               |
| 105               | Sara Martín Martín (ESP)          | 77.               |
| 106               | Mareille Meijering (NED)          | 14.               |
| 107               | Marlen Reusser (SUI)              | 2.                |

| AG Insurance-Soudal Team AGS | AG Insurance-Soudal Team AGS         | AG Insurance-Soudal Team AGS |
| ---------------------------- | ------------------------------------ | ---------------------------- |
| Nr                           | Kolarka                              | Miejsce                      |
| 111                          | Ashleigh Moolman-Pasio (RSA) (szosa) | 15.                          |
| 112                          | Mireia Benito (ESP) (ITT)            | DNS-1                        |
| 113                          | Julia Borgström (SWE)                | 74.                          |
| 114                          | Justine Ghekiere (BEL)               | 34.                          |
| 115                          | Marthe Goossens (BEL)                | 88.                          |
| 116                          | Nicole Steigenga (NED)               | 83.                          |
| 117                          | Julie Van de Velde (BEL)             | 56.                          |

| Human Powered Health HPH | Human Powered Health HPH | Human Powered Health HPH |
| ------------------------ | ------------------------ | ------------------------ |
| Nr                       | Kolarka                  | Miejsce                  |
| 121                      | Thalita de Jong (NED)    | 16.                      |
| 122                      | Romy Kasper (GER)        | DNF-7                    |
| 123                      | Barbara Malcotti (ITA)   | 22.                      |
| 124                      | Mona Mitterwallner (AUT) | DNS-4                    |
| 125                      | Marit Raaijmakers (NED)  | 28.                      |
| 126                      | Lily Williams (USA)      | DNF-7                    |
| 127                      | Silvia Zanardi (ITA)     | 100.                     |

| Team Picnic PostNL TPP | Team Picnic PostNL TPP        | Team Picnic PostNL TPP |
| ---------------------- | ----------------------------- | ---------------------- |
| Nr                     | Kolarka                       | Miejsce                |
| 131                    | Nienke Vinke (NED)            | 9.                     |
| 132                    | Eleonora Ciabocco (ITA)       | 17.                    |
| 133                    | Pfeiffer Georgi (GBR) (szosa) | 43.                    |
| 134                    | Megan Jastrab (USA)           | 60.                    |
| 135                    | Franziska Koch (GER) (szosa)  | 32.                    |
| 136                    | Josie Nelson (GBR)            | 98.                    |
| 137                    | Mara Roldan (CAN)             | 25.                    |

| Laboral Kutxa-Fundación Euskadi LKF | Laboral Kutxa-Fundación Euskadi LKF | Laboral Kutxa-Fundación Euskadi LKF |
| ----------------------------------- | ----------------------------------- | ----------------------------------- |
| Nr                                  | Kolarka                             | Miejsce                             |
| 141                                 | Ane Santesteban (ESP)               | 63.                                 |
| 142                                 | Julija Biriukowa (UKR) (ITT)        | 31.                                 |
| 143                                 | Arianna Fidanza (ITA)               | DNS-7                               |
| 144                                 | Usoa Ostolaza (ESP) (szosa)         | 12.                                 |
| 145                                 | Debora Silvestri (ITA)              | DNF-7                               |
| 146                                 | Alba Teruel (ESP)                   | DNF-7                               |
| 147                                 | Laura Tomasi (ITA)                  | DNS-4                               |

| Arkéa-B&B Hotels Women ARK | Arkéa-B&B Hotels Women ARK | Arkéa-B&B Hotels Women ARK |
| -------------------------- | -------------------------- | -------------------------- |
| Nr                         | Kolarka                    | Miejsce                    |
| 151                        | Valentina Cavallar (AUT)   | 26.                        |
| 152                        | Laura Asencio (FRA)        | DNS-4                      |
| 153                        | Maaike Coljé (NED)         | 86.                        |
| 154                        | Michaela Drummond (NZL)    | DNF-7                      |
| 155                        | Emilia Fahlin (SWE)        | DNF-4                      |
| 156                        | Titia Ryo (FRA)            | 38.                        |
| 157                        | Maurène Trégouët (FRA)     | 109.                       |

| Cofidis COF | Cofidis COF             | Cofidis COF |
| ----------- | ----------------------- | ----------- |
| Nr          | Kolarka                 | Miejsce     |
| 161         | Martina Alzini (ITA)    | 95.         |
| 162         | Marion Borras (FRA)     | 105.        |
| 163         | Eugenia Bujak (SLO)     | 89.         |
| 164         | Amalie Dideriksen (DEN) | 93.         |
| 165         | Špela Kern (SLO)        | DNF-5       |
| 166         | Clara Koppenburg (GER)  | 91.         |
| 167         | Nikola Nosková (CZE)    | 73.         |

| Team Coop-Repsol HPU | Team Coop-Repsol HPU                     | Team Coop-Repsol HPU |
| -------------------- | ---------------------------------------- | -------------------- |
| Nr                   | Kolarka                                  | Miejsce              |
| 171                  | Stine Dale (NOR)                         | DNS-6                |
| 172                  | India Grangier (FRA)                     | 45.                  |
| 173                  | Tiril Jørgensen (NOR)                    | 39.                  |
| 174                  | Stina Kagevi (SWE)                       | 21.                  |
| 175                  | Magdalene Lind (NOR)                     | DNS-7                |
| 176                  | Laura Lizette Sander (EST) (szosa i ITT) | DNS-3                |
| 177                  | Aidi Gerde Tuisk (EST)                   | 112.                 |

| Bepink-Imatra-Bongioanni BPK | Bepink-Imatra-Bongioanni BPK       | Bepink-Imatra-Bongioanni BPK |
| ---------------------------- | ---------------------------------- | ---------------------------- |
| Nr                           | Kolarka                            | Miejsce                      |
| 181                          | Nora Jenčušová (SVK) (szosa i ITT) | 103.                         |
| 182                          | Andrea Casagranda (ITA)            | 90.                          |
| 183                          | Marina Garau Roca (ESP)            | 111.                         |
| 184                          | Linda Laporta (ITA)                | DNF-7                        |
| 185                          | Aileen Schweikart (GER)            | 44.                          |
| 186                          | Meike Uiterwijk Winkel (NED)       | 97.                          |
| 187                          | Elisa Valtulini (ITA)              | 81.                          |

| Eneicat-CMTeam EIC | Eneicat-CMTeam EIC                 | Eneicat-CMTeam EIC |
| ------------------ | ---------------------------------- | ------------------ |
| Nr                 | Kolarka                            | Miejsce            |
| 191                | Ariana Gilabert (ESP)              | 54.                |
| 192                | Ainara Albert (ESP)                | 104.               |
| 193                | Andrea Alzate (COL)                | 108.               |
| 194                | Daniela Campos (POR) (szosa i ITT) | DNF-7              |
| 195                | Angie Mariana Londoño (COL)        | 96.                |
| 196                | Claudia San Justo (ESP)            | 110.               |
| 197                | Nicole Steinmetz (USA)             | 68.                |

| Lotto Ladies LOL | Lotto Ladies LOL            | Lotto Ladies LOL |
| ---------------- | --------------------------- | ---------------- |
| Nr               | Kolarka                     | Miejsce          |
| 201              | Audrey De Keersmaeker (BEL) | DNS-5            |
| 202              | Maureen Arens (NED)         | 107.             |
| 203              | Dina Boels (BEL)            | 101.             |
| 204              | Esmée Gielkens (BEL)        | DNF-5            |
| 205              | Romina Hinojosa (MEX)       | 46.              |
| 206              | Lin Lea Teutenberg (GER)    | 92.              |
| 207              | Anna van Wersch (NED)       | 85.              |

Legenda: DNF – nie ukończył etapu, OTL – przekroczył limit czasu, DNS – nie wystartował do etapu, DSQ – zdyskwalifikowany. Numer przy skrócie oznacza etap, na którym kolarz opuścił wyścig.

## Wyniki etapów

### Etap 1
| Barcelona - Barcelona | jazda drużynowa na czas | (8 km) |

| \| Klasyfikacja etapu \| Klasyfikacja etapu \| Klasyfikacja etapu \| Klasyfikacja etapu \| Klasyfikacja etapu \| \| Kolarz \| Kolarz \| Państwo \| Drużyna \| Czas \| \| ------------------ \| -------------------------- \| ------------------ \| ------------------ \| ------------------ \| \| 1. \| Lidl-Trek \| \| \| 9' 30" \| \| 2. \| Team SD Worx-Protime \| \| \| + 3" \| \| 3. \| Liv AlUla Jayco \| \| \| + 3" \| \| 4. \| FDJ-Suez \| \| \| + 6" \| \| 5. \| Canyon//SRAM zondacrypto \| \| \| + 8" \| \| 6. \| Team Picnic PostNL \| \| \| + 9" \| \| 7. \| Movistar Team \| \| \| + 16" \| \| 8. \| EF Education-Oatly \| \| \| + 16" \| \| 9. \| Human Powered Health \| \| \| + 20" \| \| 10. \| Team Visma \\| Lease a Bike \| \| \| + 21" \| |                            |         |         |        |
| |                            |         |         |        |
| Źródło: ProCyclingStats |                            |         |         |        |
| Klasyfikacja etapu |                            |         |         |        |
| Kolarz | Kolarz                     | Państwo | Drużyna | Czas   |
| 1. | Lidl-Trek                  |         |         | 9' 30" |
| 2. | Team SD Worx-Protime       |         |         | + 3"   |
| 3. | Liv AlUla Jayco            |         |         | + 3"   |
| 4. | FDJ-Suez                   |         |         | + 6"   |
| 5. | Canyon//SRAM zondacrypto   |         |         | + 8"   |
| 6. | Team Picnic PostNL         |         |         | + 9"   |
| 7. | Movistar Team              |         |         | + 16"  |
| 8. | EF Education-Oatly         |         |         | + 16"  |
| 9. | Human Powered Health       |         |         | + 20"  |
| 10. | Team Visma \| Lease a Bike |         |         | + 21"  |

| \| Klasyfikacja generalna \| Klasyfikacja generalna \| Klasyfikacja generalna \| Klasyfikacja generalna \| Klasyfikacja generalna \| \| Kolarz \| Kolarz \| Państwo \| Drużyna \| Czas \| \| ---------------------- \| ---------------------- \| ---------------------- \| ---------------------- \| ---------------------- \| \| 1. \| Ellen van Dijk \| Holandia \| Lidl-Trek \| 9' 30" \| \| 2. \| Riejanne Markus \| Holandia \| Lidl-Trek \| + 0" \| \| 3. \| Niamh Fisher-Black \| Nowa Zelandia \| Lidl-Trek \| + 0" \| \| 4. \| Anna Henderson \| Wielka Brytania \| Lidl-Trek \| + 0" \| \| 5. \| Shirin van Anrooij \| Holandia \| Lidl-Trek \| + 0" \| \| 6. \| Mischa Bredewold \| Holandia \| SD Worx-Protime \| + 3" \| \| 7. \| Anna van der Breggen \| Holandia \| SD Worx-Protime \| + 3" \| \| 8. \| Femke Gerritse \| Holandia \| SD Worx-Protime \| + 3" \| \| 9. \| Femke Markus \| Holandia \| SD Worx-Protime \| + 3" \| \| 10. \| Georgia Baker \| Australia \| Liv AlUla Jayco \| + 3" \| |                      |                 |                 |        |
| |                      |                 |                 |        |
| Źródło: ProCyclingStats |                      |                 |                 |        |
| Klasyfikacja generalna |                      |                 |                 |        |
| Kolarz | Kolarz               | Państwo         | Drużyna         | Czas   |
| 1. | Ellen van Dijk       | Holandia        | Lidl-Trek       | 9' 30" |
| 2. | Riejanne Markus      | Holandia        | Lidl-Trek       | + 0"   |
| 3. | Niamh Fisher-Black   | Nowa Zelandia   | Lidl-Trek       | + 0"   |
| 4. | Anna Henderson       | Wielka Brytania | Lidl-Trek       | + 0"   |
| 5. | Shirin van Anrooij   | Holandia        | Lidl-Trek       | + 0"   |
| 6. | Mischa Bredewold     | Holandia        | SD Worx-Protime | + 3"   |
| 7. | Anna van der Breggen | Holandia        | SD Worx-Protime | + 3"   |
| 8. | Femke Gerritse       | Holandia        | SD Worx-Protime | + 3"   |
| 9. | Femke Markus         | Holandia        | SD Worx-Protime | + 3"   |
| 10. | Georgia Baker        | Australia       | Liv AlUla Jayco | + 3"   |

### Etap 2
| Molins de Rei - Sant Boi de Llobregat | pagórkowaty | (99 km) |

| \| Klasyfikacja etapu \| Klasyfikacja etapu \| Klasyfikacja etapu \| Klasyfikacja etapu \| Klasyfikacja etapu \| \| Kolarz \| Kolarz \| Państwo \| Drużyna \| Czas \| \| ------------------ \| --------------------- \| ------------------ \| ------------------------------- \| ------------------ \| \| 1. \| Marianne Vos \| Holandia \| Team Visma \\| Lease a Bike \| 2h 35' 13" \| \| 2. \| Letizia Paternoster \| Włochy \| Liv AlUla Jayco \| + 0" \| \| 3. \| Letizia Borghesi \| Włochy \| EF Education-Oatly \| + 0" \| \| 4. \| Anna Henderson \| Wielka Brytania \| Lidl-Trek \| + 0" \| \| 5. \| Monica Trinca Colonel \| Włochy \| Liv AlUla Jayco \| + 0" \| \| 6. \| Ally Wollaston \| Nowa Zelandia \| FDJ-Suez \| + 0" \| \| 7. \| Franziska Koch \| Niemcy \| Team Picnic PostNL \| + 0" \| \| 8. \| Katarzyna Niewiadoma \| Polska \| Canyon//SRAM zondacrypto \| + 0" \| \| 9. \| Cédrine Kerbaol \| Francja \| EF Education-Oatly \| + 0" \| \| 10. \| Laura Tomasi \| Włochy \| Laboral Kutxa-Fundación Euskadi \| + 0" \| |                       |                 |                                 |            |
| |                       |                 |                                 |            |
| Źródło: ProCyclingStats |                       |                 |                                 |            |
| Klasyfikacja etapu |                       |                 |                                 |            |
| Kolarz | Kolarz                | Państwo         | Drużyna                         | Czas       |
| 1. | Marianne Vos          | Holandia        | Team Visma \| Lease a Bike      | 2h 35' 13" |
| 2. | Letizia Paternoster   | Włochy          | Liv AlUla Jayco                 | + 0"       |
| 3. | Letizia Borghesi      | Włochy          | EF Education-Oatly              | + 0"       |
| 4. | Anna Henderson        | Wielka Brytania | Lidl-Trek                       | + 0"       |
| 5. | Monica Trinca Colonel | Włochy          | Liv AlUla Jayco                 | + 0"       |
| 6. | Ally Wollaston        | Nowa Zelandia   | FDJ-Suez                        | + 0"       |
| 7. | Franziska Koch        | Niemcy          | Team Picnic PostNL              | + 0"       |
| 8. | Katarzyna Niewiadoma  | Polska          | Canyon//SRAM zondacrypto        | + 0"       |
| 9. | Cédrine Kerbaol       | Francja         | EF Education-Oatly              | + 0"       |
| 10. | Laura Tomasi          | Włochy          | Laboral Kutxa-Fundación Euskadi | + 0"       |

| \| Klasyfikacja generalna \| Klasyfikacja generalna \| Klasyfikacja generalna \| Klasyfikacja generalna \| Klasyfikacja generalna \| \| Kolarz \| Kolarz \| Państwo \| Drużyna \| Czas \| \| ---------------------- \| ------------------------- \| ---------------------- \| ---------------------- \| ---------------------- \| \| 1. \| Letizia Paternoster \| Włochy \| Liv AlUla Jayco \| 2h 44' 40" \| \| 2. \| Femke Gerritse \| Holandia \| SD Worx-Protime \| + 2" \| \| 3. \| Anna Henderson \| Wielka Brytania \| Lidl-Trek \| + 3" \| \| 4. \| Niamh Fisher-Black \| Nowa Zelandia \| Lidl-Trek \| + 3" \| \| 5. \| Riejanne Markus \| Holandia \| Lidl-Trek \| + 3" \| \| 6. \| Shirin van Anrooij \| Holandia \| Lidl-Trek \| + 3" \| \| 7. \| Monica Trinca Colonel \| Włochy \| Liv AlUla Jayco \| + 6" \| \| 8. \| Anna van der Breggen \| Holandia \| SD Worx-Protime \| + 6" \| \| 9. \| Mischa Bredewold \| Holandia \| SD Worx-Protime \| + 6" \| \| 10. \| Margarita Victoria García \| Hiszpania \| Liv AlUla Jayco \| + 6" \| |                           |                 |                 |            |
| |                           |                 |                 |            |
| Źródło: ProCyclingStats |                           |                 |                 |            |
| Klasyfikacja generalna |                           |                 |                 |            |
| Kolarz | Kolarz                    | Państwo         | Drużyna         | Czas       |
| 1. | Letizia Paternoster       | Włochy          | Liv AlUla Jayco | 2h 44' 40" |
| 2. | Femke Gerritse            | Holandia        | SD Worx-Protime | + 2"       |
| 3. | Anna Henderson            | Wielka Brytania | Lidl-Trek       | + 3"       |
| 4. | Niamh Fisher-Black        | Nowa Zelandia   | Lidl-Trek       | + 3"       |
| 5. | Riejanne Markus           | Holandia        | Lidl-Trek       | + 3"       |
| 6. | Shirin van Anrooij        | Holandia        | Lidl-Trek       | + 3"       |
| 7. | Monica Trinca Colonel     | Włochy          | Liv AlUla Jayco | + 6"       |
| 8. | Anna van der Breggen      | Holandia        | SD Worx-Protime | + 6"       |
| 9. | Mischa Bredewold          | Holandia        | SD Worx-Protime | + 6"       |
| 10. | Margarita Victoria García | Hiszpania       | Liv AlUla Jayco | + 6"       |

### Etap 3
| Barbastro - Huesca | płaski | (132 km) |

| \| Klasyfikacja etapu \| Klasyfikacja etapu \| Klasyfikacja etapu \| Klasyfikacja etapu \| Klasyfikacja etapu \| \| Kolarz \| Kolarz \| Państwo \| Drużyna \| Czas \| \| ------------------ \| ------------------------ \| ------------------ \| -------------------------- \| ------------------ \| \| 1. \| Femke Gerritse \| Holandia \| SD Worx-Protime \| 3h 23' 24" \| \| 2. \| Marianne Vos \| Holandia \| Team Visma \\| Lease a Bike \| + 0" \| \| 3. \| Linda Zanetti \| Szwajcaria \| Uno-X Mobility \| + 0" \| \| 4. \| Mischa Bredewold \| Holandia \| SD Worx-Protime \| + 0" \| \| 5. \| Megan Jastrab \| Stany Zjednoczone \| Team Picnic PostNL \| + 0" \| \| 6. \| Vittoria Guazzini \| Włochy \| FDJ-Suez \| + 0" \| \| 7. \| Letizia Paternoster \| Włochy \| Liv AlUla Jayco \| + 0" \| \| 8. \| Katarzyna Niewiadoma \| Polska \| Canyon//SRAM zondacrypto \| + 0" \| \| 9. \| Cat Ferguson \| Wielka Brytania \| Movistar Team \| + 0" \| \| 10. \| Agnieszka Skalniak-Sójka \| Polska \| Canyon//SRAM zondacrypto \| + 0" \| |                          |                   |                            |            |
| |                          |                   |                            |            |
| Źródło: ProCyclingStats |                          |                   |                            |            |
| Klasyfikacja etapu |                          |                   |                            |            |
| Kolarz | Kolarz                   | Państwo           | Drużyna                    | Czas       |
| 1. | Femke Gerritse           | Holandia          | SD Worx-Protime            | 3h 23' 24" |
| 2. | Marianne Vos             | Holandia          | Team Visma \| Lease a Bike | + 0"       |
| 3. | Linda Zanetti            | Szwajcaria        | Uno-X Mobility             | + 0"       |
| 4. | Mischa Bredewold         | Holandia          | SD Worx-Protime            | + 0"       |
| 5. | Megan Jastrab            | Stany Zjednoczone | Team Picnic PostNL         | + 0"       |
| 6. | Vittoria Guazzini        | Włochy            | FDJ-Suez                   | + 0"       |
| 7. | Letizia Paternoster      | Włochy            | Liv AlUla Jayco            | + 0"       |
| 8. | Katarzyna Niewiadoma     | Polska            | Canyon//SRAM zondacrypto   | + 0"       |
| 9. | Cat Ferguson             | Wielka Brytania   | Movistar Team              | + 0"       |
| 10. | Agnieszka Skalniak-Sójka | Polska            | Canyon//SRAM zondacrypto   | + 0"       |

| \| Klasyfikacja generalna \| Klasyfikacja generalna \| Klasyfikacja generalna \| Klasyfikacja generalna \| Klasyfikacja generalna \| \| Kolarz \| Kolarz \| Państwo \| Drużyna \| Czas \| \| ---------------------- \| ------------------------- \| ---------------------- \| -------------------------- \| ---------------------- \| \| 1. \| Femke Gerritse \| Holandia \| SD Worx-Protime \| 6h 07' 50" \| \| 2. \| Marianne Vos \| Holandia \| Team Visma \\| Lease a Bike \| + 12" \| \| 3. \| Letizia Paternoster \| Włochy \| Liv AlUla Jayco \| + 12" \| \| 4. \| Anna Henderson \| Wielka Brytania \| Lidl-Trek \| + 17" \| \| 5. \| Riejanne Markus \| Holandia \| Lidl-Trek \| + 17" \| \| 6. \| Niamh Fisher-Black \| Nowa Zelandia \| Lidl-Trek \| + 17" \| \| 7. \| Monica Trinca Colonel \| Włochy \| Liv AlUla Jayco \| + 20" \| \| 8. \| Mischa Bredewold \| Holandia \| SD Worx-Protime \| + 20" \| \| 9. \| Anna van der Breggen \| Holandia \| SD Worx-Protime \| + 20" \| \| 10. \| Margarita Victoria García \| Hiszpania \| Liv AlUla Jayco \| + 20" \| |                           |                 |                            |            |
| |                           |                 |                            |            |
| Źródło: ProCyclingStats |                           |                 |                            |            |
| Klasyfikacja generalna |                           |                 |                            |            |
| Kolarz | Kolarz                    | Państwo         | Drużyna                    | Czas       |
| 1. | Femke Gerritse            | Holandia        | SD Worx-Protime            | 6h 07' 50" |
| 2. | Marianne Vos              | Holandia        | Team Visma \| Lease a Bike | + 12"      |
| 3. | Letizia Paternoster       | Włochy          | Liv AlUla Jayco            | + 12"      |
| 4. | Anna Henderson            | Wielka Brytania | Lidl-Trek                  | + 17"      |
| 5. | Riejanne Markus           | Holandia        | Lidl-Trek                  | + 17"      |
| 6. | Niamh Fisher-Black        | Nowa Zelandia   | Lidl-Trek                  | + 17"      |
| 7. | Monica Trinca Colonel     | Włochy          | Liv AlUla Jayco            | + 20"      |
| 8. | Mischa Bredewold          | Holandia        | SD Worx-Protime            | + 20"      |
| 9. | Anna van der Breggen      | Holandia        | SD Worx-Protime            | + 20"      |
| 10. | Margarita Victoria García | Hiszpania       | Liv AlUla Jayco            | + 20"      |

### Etap 4
| Pedrola - Borja | górzysty | (111 km) |

| \| Klasyfikacja etapu \| Klasyfikacja etapu \| Klasyfikacja etapu \| Klasyfikacja etapu \| Klasyfikacja etapu \| \| Kolarz \| Kolarz \| Państwo \| Drużyna \| Czas \| \| ------------------ \| --------------------- \| ------------------ \| -------------------------- \| ------------------ \| \| 1. \| Anna van der Breggen \| Holandia \| SD Worx-Protime \| 2h 49' 55" \| \| 2. \| Marianne Vos \| Holandia \| Team Visma \\| Lease a Bike \| + 12" \| \| 3. \| Demi Vollering \| Holandia \| FDJ-Suez \| + 12" \| \| 4. \| Monica Trinca Colonel \| Włochy \| Liv AlUla Jayco \| + 12" \| \| 5. \| Cédrine Kerbaol \| Francja \| EF Education-Oatly \| + 12" \| \| 6. \| Liane Lippert \| Niemcy \| Movistar Team \| + 12" \| \| 7. \| Femke Gerritse \| Holandia \| SD Worx-Protime \| + 12" \| \| 8. \| Marlen Reusser \| Szwajcaria \| Movistar Team \| + 12" \| \| 9. \| Katarzyna Niewiadoma \| Polska \| Canyon//SRAM zondacrypto \| + 12" \| \| 10. \| Riejanne Markus \| Holandia \| Lidl-Trek \| + 12" \| |                       |            |                            |            |
| |                       |            |                            |            |
| Źródło: ProCyclingStats |                       |            |                            |            |
| Klasyfikacja etapu |                       |            |                            |            |
| Kolarz | Kolarz                | Państwo    | Drużyna                    | Czas       |
| 1. | Anna van der Breggen  | Holandia   | SD Worx-Protime            | 2h 49' 55" |
| 2. | Marianne Vos          | Holandia   | Team Visma \| Lease a Bike | + 12"      |
| 3. | Demi Vollering        | Holandia   | FDJ-Suez                   | + 12"      |
| 4. | Monica Trinca Colonel | Włochy     | Liv AlUla Jayco            | + 12"      |
| 5. | Cédrine Kerbaol       | Francja    | EF Education-Oatly         | + 12"      |
| 6. | Liane Lippert         | Niemcy     | Movistar Team              | + 12"      |
| 7. | Femke Gerritse        | Holandia   | SD Worx-Protime            | + 12"      |
| 8. | Marlen Reusser        | Szwajcaria | Movistar Team              | + 12"      |
| 9. | Katarzyna Niewiadoma  | Polska     | Canyon//SRAM zondacrypto   | + 12"      |
| 10. | Riejanne Markus       | Holandia   | Lidl-Trek                  | + 12"      |

| \| Klasyfikacja generalna \| Klasyfikacja generalna \| Klasyfikacja generalna \| Klasyfikacja generalna \| Klasyfikacja generalna \| \| Kolarz \| Kolarz \| Państwo \| Drużyna \| Czas \| \| ---------------------- \| ------------------------- \| ---------------------- \| -------------------------- \| ---------------------- \| \| 1. \| Femke Gerritse \| Holandia \| SD Worx-Protime \| 8h 57' 51" \| \| 2. \| Anna van der Breggen \| Holandia \| SD Worx-Protime \| + 4" \| \| 3. \| Marianne Vos \| Holandia \| Team Visma \\| Lease a Bike \| + 10" \| \| 4. \| Demi Vollering \| Holandia \| FDJ-Suez \| + 21" \| \| 5. \| Riejanne Markus \| Holandia \| Lidl-Trek \| + 23" \| \| 6. \| Niamh Fisher-Black \| Nowa Zelandia \| Lidl-Trek \| + 23" \| \| 7. \| Monica Trinca Colonel \| Włochy \| Liv AlUla Jayco \| + 26" \| \| 8. \| Mischa Bredewold \| Holandia \| SD Worx-Protime \| + 26" \| \| 9. \| Margarita Victoria García \| Hiszpania \| Liv AlUla Jayco \| + 26" \| \| 10. \| Évita Muzic \| Francja \| FDJ-Suez \| + 29" \| |                           |               |                            |            |
| |                           |               |                            |            |
| Źródło: ProCyclingStats |                           |               |                            |            |
| Klasyfikacja generalna |                           |               |                            |            |
| Kolarz | Kolarz                    | Państwo       | Drużyna                    | Czas       |
| 1. | Femke Gerritse            | Holandia      | SD Worx-Protime            | 8h 57' 51" |
| 2. | Anna van der Breggen      | Holandia      | SD Worx-Protime            | + 4"       |
| 3. | Marianne Vos              | Holandia      | Team Visma \| Lease a Bike | + 10"      |
| 4. | Demi Vollering            | Holandia      | FDJ-Suez                   | + 21"      |
| 5. | Riejanne Markus           | Holandia      | Lidl-Trek                  | + 23"      |
| 6. | Niamh Fisher-Black        | Nowa Zelandia | Lidl-Trek                  | + 23"      |
| 7. | Monica Trinca Colonel     | Włochy        | Liv AlUla Jayco            | + 26"      |
| 8. | Mischa Bredewold          | Holandia      | SD Worx-Protime            | + 26"      |
| 9. | Margarita Victoria García | Hiszpania     | Liv AlUla Jayco            | + 26"      |
| 10. | Évita Muzic               | Francja       | FDJ-Suez                   | + 29"      |

### Etap 5
| Golmayo - Lagunas de Neila | górski | (120 km) |

| \| Klasyfikacja etapu \| Klasyfikacja etapu \| Klasyfikacja etapu \| Klasyfikacja etapu \| Klasyfikacja etapu \| \| Kolarz \| Kolarz \| Państwo \| Drużyna \| Czas \| \| ------------------ \| -------------------- \| ------------------ \| ------------------------------- \| ------------------ \| \| 1. \| Demi Vollering \| Holandia \| FDJ-Suez \| 3h 19' 57" \| \| 2. \| Marlen Reusser \| Szwajcaria \| Movistar Team \| + 24" \| \| 3. \| Anna van der Breggen \| Holandia \| SD Worx-Protime \| + 56" \| \| 4. \| Pauliena Rooijakkers \| Holandia \| Fenix-Deceuninck \| + 1' 10" \| \| 5. \| Usoa Ostolaza \| Hiszpania \| Laboral Kutxa-Fundación Euskadi \| + 1' 20" \| \| 6. \| Cédrine Kerbaol \| Francja \| EF Education-Oatly \| + 1' 23" \| \| 7. \| Marion Bunel \| Francja \| Team Visma \\| Lease a Bike \| + 1' 27" \| \| 8. \| Juliette Labous \| Francja \| FDJ-Suez \| + 1' 51" \| \| 9. \| Riejanne Markus \| Holandia \| Lidl-Trek \| + 1' 53" \| \| 10. \| Valentina Cavallar \| Austria \| Arkéa-B&B Hotels Women \| + 2' 01" \| |                      |            |                                 |            |
| |                      |            |                                 |            |
| Źródło: ProCyclingStats |                      |            |                                 |            |
| Klasyfikacja etapu |                      |            |                                 |            |
| Kolarz | Kolarz               | Państwo    | Drużyna                         | Czas       |
| 1. | Demi Vollering       | Holandia   | FDJ-Suez                        | 3h 19' 57" |
| 2. | Marlen Reusser       | Szwajcaria | Movistar Team                   | + 24"      |
| 3. | Anna van der Breggen | Holandia   | SD Worx-Protime                 | + 56"      |
| 4. | Pauliena Rooijakkers | Holandia   | Fenix-Deceuninck                | + 1' 10"   |
| 5. | Usoa Ostolaza        | Hiszpania  | Laboral Kutxa-Fundación Euskadi | + 1' 20"   |
| 6. | Cédrine Kerbaol      | Francja    | EF Education-Oatly              | + 1' 23"   |
| 7. | Marion Bunel         | Francja    | Team Visma \| Lease a Bike      | + 1' 27"   |
| 8. | Juliette Labous      | Francja    | FDJ-Suez                        | + 1' 51"   |
| 9. | Riejanne Markus      | Holandia   | Lidl-Trek                       | + 1' 53"   |
| 10. | Valentina Cavallar   | Austria    | Arkéa-B&B Hotels Women          | + 2' 01"   |

| \| Klasyfikacja generalna \| Klasyfikacja generalna \| Klasyfikacja generalna \| Klasyfikacja generalna \| Klasyfikacja generalna \| \| Kolarz \| Kolarz \| Państwo \| Drużyna \| Czas \| \| ---------------------- \| ---------------------- \| ---------------------- \| ------------------------------- \| ---------------------- \| \| 1. \| Demi Vollering \| Holandia \| FDJ-Suez \| 12h 17' 59" \| \| 2. \| Anna van der Breggen \| Holandia \| SD Worx-Protime \| + 45" \| \| 3. \| Marlen Reusser \| Szwajcaria \| Movistar Team \| + 46" \| \| 4. \| Cédrine Kerbaol \| Francja \| EF Education-Oatly \| + 1' 49" \| \| 5. \| Riejanne Markus \| Holandia \| Lidl-Trek \| + 2' 05" \| \| 6. \| Juliette Labous \| Francja \| FDJ-Suez \| + 2' 09" \| \| 7. \| Niamh Fisher-Black \| Nowa Zelandia \| Lidl-Trek \| + 2' 19" \| \| 8. \| Usoa Ostolaza \| Hiszpania \| Laboral Kutxa-Fundación Euskadi \| + 2' 26" \| \| 9. \| Monica Trinca Colonel \| Włochy \| Liv AlUla Jayco \| + 2' 35" \| \| 10. \| Yara Kastelijn \| Holandia \| Fenix-Deceuninck \| + 2' 57" \| |                       |               |                                 |             |
| |                       |               |                                 |             |
| Źródło: ProCyclingStats |                       |               |                                 |             |
| Klasyfikacja generalna |                       |               |                                 |             |
| Kolarz | Kolarz                | Państwo       | Drużyna                         | Czas        |
| 1. | Demi Vollering        | Holandia      | FDJ-Suez                        | 12h 17' 59" |
| 2. | Anna van der Breggen  | Holandia      | SD Worx-Protime                 | + 45"       |
| 3. | Marlen Reusser        | Szwajcaria    | Movistar Team                   | + 46"       |
| 4. | Cédrine Kerbaol       | Francja       | EF Education-Oatly              | + 1' 49"    |
| 5. | Riejanne Markus       | Holandia      | Lidl-Trek                       | + 2' 05"    |
| 6. | Juliette Labous       | Francja       | FDJ-Suez                        | + 2' 09"    |
| 7. | Niamh Fisher-Black    | Nowa Zelandia | Lidl-Trek                       | + 2' 19"    |
| 8. | Usoa Ostolaza         | Hiszpania     | Laboral Kutxa-Fundación Euskadi | + 2' 26"    |
| 9. | Monica Trinca Colonel | Włochy        | Liv AlUla Jayco                 | + 2' 35"    |
| 10. | Yara Kastelijn        | Holandia      | Fenix-Deceuninck                | + 2' 57"    |

### Etap 6
| Becerril de Campos - Baltanás | płaski | (126 km) |

| \| Klasyfikacja etapu \| Klasyfikacja etapu \| Klasyfikacja etapu \| Klasyfikacja etapu \| Klasyfikacja etapu \| \| Kolarz \| Kolarz \| Państwo \| Drużyna \| Czas \| \| ------------------ \| ------------------------ \| ------------------ \| ------------------------------- \| ------------------ \| \| 1. \| Marianne Vos \| Holandia \| Team Visma \\| Lease a Bike \| 3h 00' 09" \| \| 2. \| Mischa Bredewold \| Holandia \| SD Worx-Protime \| + 0" \| \| 3. \| Ally Wollaston \| Nowa Zelandia \| FDJ-Suez \| + 0" \| \| 4. \| Lara Gillespie \| Irlandia \| UAE Team ADQ \| + 0" \| \| 5. \| Nicole Steigenga \| Holandia \| AG Insurance-Soudal Team \| + 0" \| \| 6. \| Agnieszka Skalniak-Sójka \| Polska \| Canyon//SRAM zondacrypto \| + 0" \| \| 7. \| Cat Ferguson \| Wielka Brytania \| Movistar Team \| + 0" \| \| 8. \| Megan Jastrab \| Stany Zjednoczone \| Team Picnic PostNL \| + 0" \| \| 9. \| Usoa Ostolaza \| Hiszpania \| Laboral Kutxa-Fundación Euskadi \| + 0" \| \| 10. \| Imogen Wolff \| Wielka Brytania \| Team Visma \\| Lease a Bike \| + 0" \| |                          |                   |                                 |            |
| |                          |                   |                                 |            |
| Źródło: ProCyclingStats |                          |                   |                                 |            |
| Klasyfikacja etapu |                          |                   |                                 |            |
| Kolarz | Kolarz                   | Państwo           | Drużyna                         | Czas       |
| 1. | Marianne Vos             | Holandia          | Team Visma \| Lease a Bike      | 3h 00' 09" |
| 2. | Mischa Bredewold         | Holandia          | SD Worx-Protime                 | + 0"       |
| 3. | Ally Wollaston           | Nowa Zelandia     | FDJ-Suez                        | + 0"       |
| 4. | Lara Gillespie           | Irlandia          | UAE Team ADQ                    | + 0"       |
| 5. | Nicole Steigenga         | Holandia          | AG Insurance-Soudal Team        | + 0"       |
| 6. | Agnieszka Skalniak-Sójka | Polska            | Canyon//SRAM zondacrypto        | + 0"       |
| 7. | Cat Ferguson             | Wielka Brytania   | Movistar Team                   | + 0"       |
| 8. | Megan Jastrab            | Stany Zjednoczone | Team Picnic PostNL              | + 0"       |
| 9. | Usoa Ostolaza            | Hiszpania         | Laboral Kutxa-Fundación Euskadi | + 0"       |
| 10. | Imogen Wolff             | Wielka Brytania   | Team Visma \| Lease a Bike      | + 0"       |

| \| Klasyfikacja generalna \| Klasyfikacja generalna \| Klasyfikacja generalna \| Klasyfikacja generalna \| Klasyfikacja generalna \| \| Kolarz \| Kolarz \| Państwo \| Drużyna \| Czas \| \| ---------------------- \| ---------------------- \| ---------------------- \| ------------------------------- \| ---------------------- \| \| 1. \| Demi Vollering \| Holandia \| FDJ-Suez \| 15h 18' 08" \| \| 2. \| Anna van der Breggen \| Holandia \| SD Worx-Protime \| + 45" \| \| 3. \| Marlen Reusser \| Szwajcaria \| Movistar Team \| + 46" \| \| 4. \| Cédrine Kerbaol \| Francja \| EF Education-Oatly \| + 1' 49" \| \| 5. \| Riejanne Markus \| Holandia \| Lidl-Trek \| + 2' 05" \| \| 6. \| Juliette Labous \| Francja \| FDJ-Suez \| + 2' 09" \| \| 7. \| Niamh Fisher-Black \| Nowa Zelandia \| Lidl-Trek \| + 2' 19" \| \| 8. \| Usoa Ostolaza \| Hiszpania \| Laboral Kutxa-Fundación Euskadi \| + 2' 26" \| \| 9. \| Monica Trinca Colonel \| Włochy \| Liv AlUla Jayco \| + 2' 35" \| \| 10. \| Yara Kastelijn \| Holandia \| Fenix-Deceuninck \| + 2' 57" \| |                       |               |                                 |             |
| |                       |               |                                 |             |
| Źródło: ProCyclingStats |                       |               |                                 |             |
| Klasyfikacja generalna |                       |               |                                 |             |
| Kolarz | Kolarz                | Państwo       | Drużyna                         | Czas        |
| 1. | Demi Vollering        | Holandia      | FDJ-Suez                        | 15h 18' 08" |
| 2. | Anna van der Breggen  | Holandia      | SD Worx-Protime                 | + 45"       |
| 3. | Marlen Reusser        | Szwajcaria    | Movistar Team                   | + 46"       |
| 4. | Cédrine Kerbaol       | Francja       | EF Education-Oatly              | + 1' 49"    |
| 5. | Riejanne Markus       | Holandia      | Lidl-Trek                       | + 2' 05"    |
| 6. | Juliette Labous       | Francja       | FDJ-Suez                        | + 2' 09"    |
| 7. | Niamh Fisher-Black    | Nowa Zelandia | Lidl-Trek                       | + 2' 19"    |
| 8. | Usoa Ostolaza         | Hiszpania     | Laboral Kutxa-Fundación Euskadi | + 2' 26"    |
| 9. | Monica Trinca Colonel | Włochy        | Liv AlUla Jayco                 | + 2' 35"    |
| 10. | Yara Kastelijn        | Holandia      | Fenix-Deceuninck                | + 2' 57"    |

### Etap 7
| La Robla - Alto de Cotobello | górski | (152 km) |

| \| Klasyfikacja etapu \| Klasyfikacja etapu \| Klasyfikacja etapu \| Klasyfikacja etapu \| Klasyfikacja etapu \| \| Kolarz \| Kolarz \| Państwo \| Drużyna \| Czas \| \| ------------------ \| --------------------- \| ------------------ \| -------------------------- \| ------------------ \| \| 1. \| Demi Vollering \| Holandia \| FDJ-Suez \| 4h 23' 34" \| \| 2. \| Marlen Reusser \| Szwajcaria \| Movistar Team \| + 11" \| \| 3. \| Anna van der Breggen \| Holandia \| SD Worx-Protime \| + 25" \| \| 4. \| Cédrine Kerbaol \| Francja \| EF Education-Oatly \| + 35" \| \| 5. \| Niamh Fisher-Black \| Nowa Zelandia \| Lidl-Trek \| + 56" \| \| 6. \| Juliette Labous \| Francja \| FDJ-Suez \| + 1' 05" \| \| 7. \| Monica Trinca Colonel \| Włochy \| Liv AlUla Jayco \| + 1' 22" \| \| 8. \| Évita Muzic \| Francja \| FDJ-Suez \| + 1' 42" \| \| 9. \| Marion Bunel \| Francja \| Team Visma \\| Lease a Bike \| + 1' 52" \| \| 10. \| Nienke Vinke \| Holandia \| Team Picnic PostNL \| + 2' 06" \| |                       |               |                            |            |
| |                       |               |                            |            |
| Źródło: ProCyclingStats |                       |               |                            |            |
| Klasyfikacja etapu |                       |               |                            |            |
| Kolarz | Kolarz                | Państwo       | Drużyna                    | Czas       |
| 1. | Demi Vollering        | Holandia      | FDJ-Suez                   | 4h 23' 34" |
| 2. | Marlen Reusser        | Szwajcaria    | Movistar Team              | + 11"      |
| 3. | Anna van der Breggen  | Holandia      | SD Worx-Protime            | + 25"      |
| 4. | Cédrine Kerbaol       | Francja       | EF Education-Oatly         | + 35"      |
| 5. | Niamh Fisher-Black    | Nowa Zelandia | Lidl-Trek                  | + 56"      |
| 6. | Juliette Labous       | Francja       | FDJ-Suez                   | + 1' 05"   |
| 7. | Monica Trinca Colonel | Włochy        | Liv AlUla Jayco            | + 1' 22"   |
| 8. | Évita Muzic           | Francja       | FDJ-Suez                   | + 1' 42"   |
| 9. | Marion Bunel          | Francja       | Team Visma \| Lease a Bike | + 1' 52"   |
| 10. | Nienke Vinke          | Holandia      | Team Picnic PostNL         | + 2' 06"   |

## Klasyfikacje

### Klasyfikacja generalna
| \| Klasyfikacja generalna \| Klasyfikacja generalna \| Klasyfikacja generalna \| Klasyfikacja generalna \| Klasyfikacja generalna \| \| Kolarka \| Kolarka \| Państwo \| Drużyna \| Czas \| \| ---------------------- \| ------------------------- \| ---------------------- \| ------------------------------- \| ---------------------- \| \| 1. \| Demi Vollering \| Holandia \| FDJ-Suez \| 19h 41' 32" \| \| 2. \| Marlen Reusser \| Szwajcaria \| Movistar Team \| + 1' 01" \| \| 3. \| Anna van der Breggen \| Holandia \| SD Worx-Protime \| + 1' 16" \| \| 4. \| Cédrine Kerbaol \| Francja \| EF Education-Oatly \| + 2' 34" \| \| 5. \| Juliette Labous \| Francja \| FDJ-Suez \| + 3' 24" \| \| 6. \| Niamh Fisher-Black \| Nowa Zelandia \| Lidl-Trek \| + 3' 25" \| \| 7. \| Monica Trinca Colonel \| Włochy \| Liv AlUla Jayco \| + 4' 07" \| \| 8. \| Yara Kastelijn \| Holandia \| Fenix-Deceuninck \| + 5' 20" \| \| 9. \| Nienke Vinke \| Holandia \| Team Picnic PostNL \| + 5' 40" \| \| 10. \| Évita Muzic \| Francja \| FDJ-Suez \| + 5' 41" \| \| 11. \| Katarzyna Niewiadoma \| Polska \| Canyon//SRAM zondacrypto \| + 5' 57" \| \| 12. \| Usoa Ostolaza \| Hiszpania \| Laboral Kutxa-Fundación Euskadi \| + 5' 57" \| \| 13. \| Riejanne Markus \| Holandia \| Lidl-Trek \| + 6' 07" \| \| 14. \| Mareille Meijering \| Holandia \| Movistar Team \| + 7' 03" \| \| 15. \| Ashleigh Moolman-Pasio \| Południowa Afryka \| AG Insurance-Soudal Team \| + 7' 28" \| \| 16. \| Thalita de Jong \| Holandia \| Human Powered Health \| + 7' 49" \| \| 17. \| Eleonora Ciabocco \| Włochy \| Team Picnic PostNL \| + 7' 53" \| \| 18. \| Margarita Victoria García \| Hiszpania \| Liv AlUla Jayco \| + 8' 07" \| \| 19. \| Katrine Aalerud \| Norwegia \| Uno-X Mobility \| + 8' 20" \| \| 20. \| Shirin van Anrooij \| Holandia \| Lidl-Trek \| + 9' 18" \| |                           |                   |                                 |             |
| |                           |                   |                                 |             |
| Źródło: ProCyclingStats |                           |                   |                                 |             |
| Klasyfikacja generalna |                           |                   |                                 |             |
| Kolarka | Kolarka                   | Państwo           | Drużyna                         | Czas        |
| 1. | Demi Vollering            | Holandia          | FDJ-Suez                        | 19h 41' 32" |
| 2. | Marlen Reusser            | Szwajcaria        | Movistar Team                   | + 1' 01"    |
| 3. | Anna van der Breggen      | Holandia          | SD Worx-Protime                 | + 1' 16"    |
| 4. | Cédrine Kerbaol           | Francja           | EF Education-Oatly              | + 2' 34"    |
| 5. | Juliette Labous           | Francja           | FDJ-Suez                        | + 3' 24"    |
| 6. | Niamh Fisher-Black        | Nowa Zelandia     | Lidl-Trek                       | + 3' 25"    |
| 7. | Monica Trinca Colonel     | Włochy            | Liv AlUla Jayco                 | + 4' 07"    |
| 8. | Yara Kastelijn            | Holandia          | Fenix-Deceuninck                | + 5' 20"    |
| 9. | Nienke Vinke              | Holandia          | Team Picnic PostNL              | + 5' 40"    |
| 10. | Évita Muzic               | Francja           | FDJ-Suez                        | + 5' 41"    |
| 11. | Katarzyna Niewiadoma      | Polska            | Canyon//SRAM zondacrypto        | + 5' 57"    |
| 12. | Usoa Ostolaza             | Hiszpania         | Laboral Kutxa-Fundación Euskadi | + 5' 57"    |
| 13. | Riejanne Markus           | Holandia          | Lidl-Trek                       | + 6' 07"    |
| 14. | Mareille Meijering        | Holandia          | Movistar Team                   | + 7' 03"    |
| 15. | Ashleigh Moolman-Pasio    | Południowa Afryka | AG Insurance-Soudal Team        | + 7' 28"    |
| 16. | Thalita de Jong           | Holandia          | Human Powered Health            | + 7' 49"    |
| 17. | Eleonora Ciabocco         | Włochy            | Team Picnic PostNL              | + 7' 53"    |
| 18. | Margarita Victoria García | Hiszpania         | Liv AlUla Jayco                 | + 8' 07"    |
| 19. | Katrine Aalerud           | Norwegia          | Uno-X Mobility                  | + 8' 20"    |
| 20. | Shirin van Anrooij        | Holandia          | Lidl-Trek                       | + 9' 18"    |

| Klasyfikacja punktowa | Klasyfikacja punktowa    | Klasyfikacja punktowa | Klasyfikacja punktowa      | Klasyfikacja punktowa |
| Kolarka               | Kolarka                  | Państwo               | Drużyna                    | Punkty                |
| --------------------- | ------------------------ | --------------------- | -------------------------- | --------------------- |
| 1.                    | Marianne Vos             | Holandia              | Team Visma \| Lease a Bike | 245 pkt               |
| 2.                    | Demi Vollering           | Holandia              | FDJ-Suez                   | 149 pkt               |
| 3.                    | Femke Gerritse           | Holandia              | SD Worx-Protime            | 132 pkt               |
| 4.                    | Marlen Reusser           | Szwajcaria            | Movistar Team              | 96 pkt                |
| 5.                    | Anna van der Breggen     | Holandia              | SD Worx-Protime            | 91 pkt                |
| 6.                    | Cédrine Kerbaol          | Francja               | EF Education-Oatly         | 83 pkt                |
| 7.                    | Mischa Bredewold         | Holandia              | SD Worx-Protime            | 60 pkt                |
| 8.                    | Letizia Paternoster      | Włochy                | Liv AlUla Jayco            | 57 pkt                |
| 9.                    | Monica Trinca Colonel    | Włochy                | Liv AlUla Jayco            | 50 pkt                |
| 10.                   | Agnieszka Skalniak-Sójka | Polska                | Canyon//SRAM zondacrypto   | 46 pkt                |

| Klasyfikacja punktowa | Klasyfikacja punktowa    | Klasyfikacja punktowa | Klasyfikacja punktowa      | Klasyfikacja punktowa |
| Kolarka               | Kolarka                  | Państwo               | Drużyna                    | Punkty                |
| --------------------- | ------------------------ | --------------------- | -------------------------- | --------------------- |
| 1.                    | Marianne Vos             | Holandia              | Team Visma \| Lease a Bike | 245 pkt               |
| 2.                    | Demi Vollering           | Holandia              | FDJ-Suez                   | 149 pkt               |
| 3.                    | Femke Gerritse           | Holandia              | SD Worx-Protime            | 132 pkt               |
| 4.                    | Marlen Reusser           | Szwajcaria            | Movistar Team              | 96 pkt                |
| 5.                    | Anna van der Breggen     | Holandia              | SD Worx-Protime            | 91 pkt                |
| 6.                    | Cédrine Kerbaol          | Francja               | EF Education-Oatly         | 83 pkt                |
| 7.                    | Mischa Bredewold         | Holandia              | SD Worx-Protime            | 60 pkt                |
| 8.                    | Letizia Paternoster      | Włochy                | Liv AlUla Jayco            | 57 pkt                |
| 9.                    | Monica Trinca Colonel    | Włochy                | Liv AlUla Jayco            | 50 pkt                |
| 10.                   | Agnieszka Skalniak-Sójka | Polska                | Canyon//SRAM zondacrypto   | 46 pkt                |

| Klasyfikacja górska | Klasyfikacja górska  | Klasyfikacja górska | Klasyfikacja górska             | Klasyfikacja górska |
| Kolarka             | Kolarka              | Państwo             | Drużyna                         | Punkty              |
| ------------------- | -------------------- | ------------------- | ------------------------------- | ------------------- |
| 1.                  | Demi Vollering       | Holandia            | FDJ-Suez                        | 48 pkt              |
| 2.                  | Marlen Reusser       | Szwajcaria          | Movistar Team                   | 37 pkt              |
| 3.                  | Évita Muzic          | Francja             | FDJ-Suez                        | 36 pkt              |
| 4.                  | Femke de Vries       | Holandia            | Team Visma \| Lease a Bike      | 22 pkt              |
| 5.                  | Anna van der Breggen | Holandia            | SD Worx-Protime                 | 20 pkt              |
| 6.                  | Justine Ghekiere     | Belgia              | AG Insurance-Soudal Team        | 18 pkt              |
| 7.                  | Niamh Fisher-Black   | Nowa Zelandia       | Lidl-Trek                       | 16 pkt              |
| 8.                  | Cédrine Kerbaol      | Francja             | EF Education-Oatly              | 12 pkt              |
| 9.                  | Juliette Labous      | Francja             | FDJ-Suez                        | 12 pkt              |
| 10.                 | Ane Santesteban      | Hiszpania           | Laboral Kutxa-Fundación Euskadi | 10 pkt              |

| Klasyfikacja górska | Klasyfikacja górska  | Klasyfikacja górska | Klasyfikacja górska             | Klasyfikacja górska |
| Kolarka             | Kolarka              | Państwo             | Drużyna                         | Punkty              |
| ------------------- | -------------------- | ------------------- | ------------------------------- | ------------------- |
| 1.                  | Demi Vollering       | Holandia            | FDJ-Suez                        | 48 pkt              |
| 2.                  | Marlen Reusser       | Szwajcaria          | Movistar Team                   | 37 pkt              |
| 3.                  | Évita Muzic          | Francja             | FDJ-Suez                        | 36 pkt              |
| 4.                  | Femke de Vries       | Holandia            | Team Visma \| Lease a Bike      | 22 pkt              |
| 5.                  | Anna van der Breggen | Holandia            | SD Worx-Protime                 | 20 pkt              |
| 6.                  | Justine Ghekiere     | Belgia              | AG Insurance-Soudal Team        | 18 pkt              |
| 7.                  | Niamh Fisher-Black   | Nowa Zelandia       | Lidl-Trek                       | 16 pkt              |
| 8.                  | Cédrine Kerbaol      | Francja             | EF Education-Oatly              | 12 pkt              |
| 9.                  | Juliette Labous      | Francja             | FDJ-Suez                        | 12 pkt              |
| 10.                 | Ane Santesteban      | Hiszpania           | Laboral Kutxa-Fundación Euskadi | 10 pkt              |

### Klasyfikacja drużynowa
| Klasyfikacja drużynowa | Klasyfikacja drużynowa          | Klasyfikacja drużynowa | Klasyfikacja drużynowa |
| Drużyna                | Drużyna                         | Państwo                | Czas                   |
| ---------------------- | ------------------------------- | ---------------------- | ---------------------- |
| 1.                     | FDJ-Suez                        | Francja                | 58h 54' 57"            |
| 2.                     | Lidl-Trek                       | Stany Zjednoczone      | + 9' 09"               |
| 3.                     | Team Picnic PostNL              | Holandia               | + 17' 39"              |
| 4.                     | Team Visma \| Lease a Bike      | Holandia               | + 23' 01"              |
| 5.                     | Human Powered Health            | Stany Zjednoczone      | + 23' 34"              |
| 6.                     | Movistar Team                   | Hiszpania              | + 24' 43"              |
| 7.                     | Liv AlUla Jayco                 | Australia              | + 37' 01"              |
| 8.                     | Team SD Worx-Protime            | Holandia               | + 37' 02"              |
| 9.                     | Laboral Kutxa-Fundación Euskadi | Hiszpania              | + 40' 14"              |
| 10.                    | EF Education-Oatly              | Stany Zjednoczone      | + 41' 52"              |

### Liderzy klasyfikacji
| Etap   |                         | Pierwsze miejsce _   | Klasyfikacja generalna | Punktowa     | Górska          | Najaktywniejszych _  | Drużynowa _          |
| ------ | ----------------------- | -------------------- | ---------------------- | ------------ | --------------- | -------------------- | -------------------- |
| 1      | jazda drużynowa na czas | Lidl-Trek            | Ellen van Dijk         | brak danych  | brak danych     | brak danych          | Lidl-Trek            |
| 2      | pagórkowaty             | Marianne Vos         | Letizia Paternoster    | Marianne Vos | Ane Santesteban | Elena Cecchini       | Lidl-Trek            |
| 3      | płaski                  | Femke Gerritse       | Femke Gerritse         | Marianne Vos | Ane Santesteban | Maaike Coljé         | Lidl-Trek            |
| 4      | górzysty                | Anna van der Breggen | Femke Gerritse         | Marianne Vos | Évita Muzic     | India Grangier       | Team SD Worx-Protime |
| 5      | górski                  | Demi Vollering       | Demi Vollering         | Marianne Vos | Demi Vollering  | Arianna Fidanza      | FDJ-Suez             |
| 6      | płaski                  | Marianne Vos         | Demi Vollering         | Marianne Vos | Demi Vollering  | Nicole Steigenga     | FDJ-Suez             |
| 7      | górski                  | Demi Vollering       | Demi Vollering         | Marianne Vos | Demi Vollering  | Anna van der Breggen | FDJ-Suez             |
| Koniec | Koniec                  |                      | Demi Vollering         | Marianne Vos | Demi Vollering  | Anna van der Breggen | FDJ-Suez             |